# Fernand Cuche

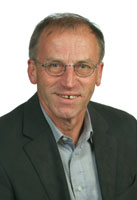
Fernand Cuche (2008)

Fernand Cuche (* 26. Juli 1946 in Le Pâquier, Kanton Neuenburg; heimatberechtigt in Le Pâquier) ist ein Schweizer Politiker der Grünen Partei der Schweiz (Grüne), der unter anderem von 1999 bis 2005 Mitglied des Nationalrates für den Kanton Neuenburg sowie von 2007 bis 2008 Präsident des Staatsrates des Kantons Neuenburg war.

## Leben
Fernand Cuche war als Sozialarbeiter und Landwirt tätig und fungierte von 1984 bis 2001 Generalsekretär des Schweizerischen Landwirtschaftsgewerkschaft UPS (Union des producteurs suisses), die 2001 in Uniterre umbenannt wurde. Bei den Schweizer Parlamentswahlen am 18. Oktober 1987 kandidierte er im Nationalratswahlkreis Neuenburg für die Freie Liste, die mit 4,5 aber ein Mandat für den Nationalrat verpasste. 1989 wurde er für die Grüne Partei der Schweiz (Grüne) in den Grossen Rat, das Parlament des Kantons Neuenburg, gewählt und gehörte diesem bis 1999 an. Bei den Ständeratswahlen am 22. Oktober 1995 bewarb er sich für einen der beiden Plätze für den Kanton Neuenburg, lag mit 21,8 Prozent als Vierter deutlich gegen die beiden mit 56,5 beziehungsweise 54,8 Prozent gewählten Kandidaten der FDP beziehungsweise der LPS.
Cuche wurde bei den Nationalratswahlen am 24. Oktober 1999 im Nationalratswahlkreis Neuenburg für die Grünen für ein Mandat im Nationalrat, der grossen Kammer der Schweizer Bundesversammlung, und erhielt mit 14,7 Prozent den fünften und letzten der Sitze für diesen Kanton. Nach seiner Wiederwahl bei den Nationalratswahlen am 19. Oktober 2003 mit 13,8 Prozent gehörte er dem Nationalrat für den Kanton Neuenburg vom 6. Dezember 1999 bis zu seinem Mandatsverzicht während der 47. Legislaturperiode der Schweizer Bundesversammlung am 30. Mai 2005 an. Während seiner Mitgliedschaft im Nationalrat gehörte er in 46. Legislaturperiode zwischen dem 6. Dezember 1999 und dem 30. November 2003 der Aussenpolitischen Kommission als Mitglied an und war in der 47. Legislaturperiode vom 1. Dezember 2003 bis zu seinem Ausscheiden am 30. Mai 2005 Mitglied der Sicherheitspolitischen Kommission. Bei den Ständeratswahlen am 24. Oktober 1999 kandidierte er zugleich für einen der beiden Plätze für den Kanton Neuenburg. Dabei belegte er mit 29 Prozent den vierten Platz und trat aber wegen seiner vorherigen Wahl zum Nationalrat am 7. November 1999 nicht mehr im zweiten Wahlgang an, da im ersten Wahlgang keiner der Kandidaten ein absolutes Mehr erhalten hatte. Bei der Bundesratswahl am 10. Dezember 2003 war er einer der Gegenkandidaten gegen den amtierenden Bundesrat und Vorsteher des Eidgenössischen Departements des Innern Pascal Couchepin Pascal Couchepin wurde bereits im ersten Wahlgang mit 178 von 230 gültigen Stimmen als Bundesrat wiedergewählt und konnte sich dabei deutlich gegen Fulvio Pelli (17 Stimmen) und Fernand Cuche (10 Stimmen) durchsetzen.
Am 12. April 2005 wurde Fernand Cuche als erster Grüner Mitglied des Staatsrates des Kantons Neuenburg, der Regierung dieses Kantons, und gehörte dieser bis zum 25. Mai 2009 an. Während seiner Mitgliedschaft im Staatsrat wurde er am 1. Juni 2007 als Nachfolger von Sylvie Perrinjaquet Präsident des Staatsrates und damit Vorsteher der Kantonsregierung und bekleidete diese Funktion bis 31. Mai 2008, woraufhin ihn Roland Debély ablöste. 2009 wurde er nicht wiedergewählt. Dieser Misserfolg bedeutete das Ende seiner politischen Karriere.